# Gabriel Gerberon
Gabriel Gerberon (Saint-Calais, 12 de agosto de 1628 - Saint-Denis, 29 de marzo de 1711) fue un benedictino de la congregación de San Mauro, celoso partidario del jansenismo.

## Vida
Después de haber hecho sus estudios con los oratorianos de Vendome, entró en la abadía de benedictinos de San Melaine en Rennes y pronunció sus votos el 11 de diciembre de 1649. Estudió la teología en el monasterio de San Miguel y fue elevado al sacerdocio en 1655. Por entonces fue profesor de filosofía y después de teología en Bourgueil, San Dionisio y Compiegne. Aquí se lamentaban de su modo de enseñar, pues como dice con indulgencia su hermano de religión Dom Tassin, se adhería más a la escritura y a los Padres que a las formas y concesiones escolásticas, con lo que probablemente quiso indicar que apartándose del método de enseñanza de la iglesia y de los escolásticos, tenido en poco por los jansenistas, profesaba la doctrina de la gracia según los novadores la atribuían a San Agustín. 
En 1663 a consecuencia quizá de las quejas de este género elevadas contra él fue enviado desde Compiegne a la abadía de Conture cerca de Mans y últimamente en 1666 trasladado a San Germán de orden del capítulo general. Allí se entregó con celo al ministerio pastoral al mismo tiempo que se dedicaba a la literatura jansenista y allí publicó su Espejo de la piedad cristiana imbuido en los principios de un jansenismo exagerado, censurado por muchos prelados y defendido por él con extremada tenacidad. Esto bastó para despertar la atención de los que no podían ser indiferentes a la invasión de una doctrina falsa y peligrosa, a la vez que el ardiente polemista se perjudicaba más aún con los inconvenientes juicios que se permitía emitir contra los adversarios del jansenismo por lo cual sus superiores deseando evitar fatales consecuencias le enviaron a Argenteuil en 1672 y después a Corbie en 1675. Pero Gerberon no estaba más tranquilo en un sitio que en otro. Entonces se mezcló en debates que le dieron más honor que los precedentes, sobre el derecho real, contra las pretensiones de la corona, tomando también parte en la redacción de un folleto demasiado acre contra los nombramientos de abades en comisión hechos por el Papa. Solo la última parte era suya; las otras dos pertenecían a Dom Delfano aun cuando esta participación de Gerberon no fue conocida desde luego. Según Dom Tassin, tres falsos hermanos de la abadía de Corbie descontentos de la administración de Gerberon, su superior entonces, le denunciaron en la corte donde ya se sabía la parte activa que había tomado en las discusiones jansenistas. 
Poco después, el 14 de enero de 1682, un oficial del prefecto de la isla de  Francia se hallaba en la abadía de Coire para dar cumplimiento a la orden que le mandaba prender a Gerberon; pero este había huido ya, dirigiéndose de Amiens a Bruselas y de aquí a las provincias unidas, invitado por Neercassel, obispo de Castoria y vicario apostólico de Holanda. Allí dejó su traje y con el nombre de Agustín Kergré vivió primero en Delft, en donde encontró a Amoldo y después en Róterdam con Hugo Gall y allí escribió a instancias del obispo de Castoria algunas obras de controversia contra Jurien y otros teólogos protestantes. Codde, arzobispo de Sebaste y sucesor de Neercassel, fue también favorable a Gerberon, que en 1690 volvió a Bruselas, bien como dice Dom Tassin, porque le era nocivo el clima de Róterdam o bien como asegura con más fundamento el Necrólogio de Port Noyal enviado por el arzobispo Codes, para intervenir como su agente secreto en el negocio de su conflicto con Roma.
En Bruselas vivió Gerberon muy retirado y unido íntimamente con Quesnel, jefe a la sazón de la secta jansenista, y en unión con los escritores de este partido inundó con sus escritos los Países Bajos, los Estados generales de Holanda y otros países más lejanos. Proclamaba muy a las claras el más riguroso jansenismo. Decía él:

El Cristo no ha muerto por todos los hombres, sino solo por los predestinados; no existe la gracia suficiente por cuyo medio puedan, cuando lo deseen, convertirse los pecadores.

Tal era el lema de todos sus escritos cuyo lenguaje duro e imprudente llegó a disgustar a los más influyentes de su partido pero siendo necesario bajo todos conceptos el mantenerse unidos, no querían que apareciese entre ellos el menor indicio de desunión.
Gerberon no estaba conforme con el insidioso y astuto Quesnel y de tiempo en tiempo dejaba entrever su disentimiento a sus amigos; no podía conformarse su natural recto y franco con las vías tortuosas del autor de las Reflexiones morales.  Solo el odio contra los verdaderos católicos los mantenía unidos. Quesnel mantenía una correspondencia secreta, que se extendía por toda Europa; Gerberon escribía libros en los que se ensañaba sin respeto alguno contra el Papa, los obispos y los fieles católicos, alcanzando también su cólera al arzobispo de Malinas, cuando este se declaró a su vez contra los jansenistas. No se ha injuriado al fugitivo monje al atribuirle una parte activa en la explosión del cisma de Utrech, de suerte que el arzobispo Precipiano se admiró al contemplar el silencioso testimonio de todos sus desórdenes y todos sus manejos. El 30 de mayo de 1703, los agentes de la oficialidad aparecieron en el retiro de Gerberon y le condujeron a las prisiones del arzobispo sin información previa, ni juicio formal, según decían los jansenistas, como si no se hubiera formado el proceso y conocido y juzgado la causa por el mundo entero.  Por lo demás, la información no hubiera tenido otro objeto que proporcionar la fuga a Gerberon, como lo probó muy pronto la de Quesnel, preso al mismo tiempo que Gerberon, aunque con menos miramiento. El 24 de diciembre se pronunció la sentencia y Gerberon fue condenado como obstinado defensor del jansenismo, como autor de libelos difamatorios contra el Papa y los obispos, agitador de la Iglesia y en su consecuencia fue desterrado de la diócesis y hubiera sido entregado a sus superiores si el brazo secular no lo hubiera reclamado y encerrado en Amiens, donde permaneció muchos años. 
Después de haber suscrito, no sin algunas cláusulas equívocas el Formulario le permitió monseñor Feydéau, obispo de Amiens, decir misa. Dos años después fue conducido a Vincennes en donde acabó por ceder a las instancias del cardenal de Noailles, firmando de nuevo el Formulario y retractándose de todos sus errores jansenistas. Puesto en libertad, renovó espontáneamente su retractación en Saint-Germain-des-Prés y se separó por completo del mundo profundamente disgustado y arrepentido del escándalo que a su orden y a la Iglesia había causado. Esto es al menos lo que dice Picot en su Biografía universal. Sin embargo, Peller en su Diccionario universal, Dom Tassin y el Necrologio de Port-Royal, dicen por el contrario, que en Vincennes añadió Gerberon a su retractación la cláusula de que firmaba con solo el objeto de probar la sumisión que a la Iglesia deben todos sus hijos; pero que con ella no quedaba tranquilo y que excitada su conciencia por algunos de sus amigos jansenistas, que vinieron a Vincennes a visitarle, resolvió retractar algunas de las expresiones, más fuertes de que se había servido; que hizo un extracto a propósito de su retractación intitulado: El vano triunfo del Cardenal de Noailles; que un nuevo interrogatorio hizo conocer claramente sus disposiciones y por último, que una carta que tuvo ocasión de remitir al Papa demostró plenamente el hecho. En esta carta condenaba a los que decían no estar realmente contenidas las cinco proposiciones en el libro de Jansenio, por el exclusivo objeto de no rechazar las mismas proposiciones, se defendía contra la suposición de que había abjurado la doctrina de San Agustín y de la Iglesia sobre la gracia, no permitiéndole su conciencia decir que había enseñado errores en su Espejo de la piedad cristiana. Murió el 29 de marzo de 1711.

## Obra
Tassin cita 111 escritos de Gerberon auténticamente reconocidos. Se pueden destacar los siguientes:
1. Apologia pro Ruperto, abbate Tuitiensi, in qua de Eucharistica veritate eum catholice sensisse demonstrat vindex Fr. Gerberon, dirigido contra la aserción de Salmasio y otros protestantes, que pretendían no haber admitido Ruperto más que una presencia flgurada en la Eucaristía;
2. Espejo de la piedad cristiana. Esta obra jansenista fue muy pronto censurada por Camus, Obispo de Bolley, Letellier Arzobispo do Reims y por otros muchos prelados;
3. Espejo sin manchas
4. Acta Marii Mercatoris, S. Augustini E. D. discipuli, cum notis Rigberii (pseudónimo);
5. El abad por comisión;
6. S. Anselmi, Cantuar. archiep., Opp., necnon Eadmeri, etc., Historia novorum et alia opusc. lab., et stud., Gabr. Gerberon, Lutet.;
7. S. Anselmus per se docens;
8. Michael. Baji, celeberrimi in Lovan. Academia theologi, etc. Opp., Colon. Agripp., al que añadió Bulas pontificias y otras actas y documentos concernientes a este asunto y otros opúsculos de Bayo;
9. Historia general del jansenismo que contiene lo sucedido en Francia, España, Italia y los Países Bajos, por M. l'Abbé. Esta es una de las pocas obras de Gerberon que han escapado al olvido, de la que se puede usar a pesar de la parcialidad del autor por las muchas noticias que contiene.